# Aeropuerto Eduardo Falla Solano
Aeropuerto Eduardo Falla Solano is een luchthaven in de Colombiaanse stad San Vicente del Caguán.

## Ongelukken en incidenten
- Op 17 oktober 1971 stortte een Douglas C-47 van Aerolíneas TAO neer tijdens het opstijgen vanaf de luchthaven Eduardo Falla Solano. Het vliegtuig voerde een lijnvlucht uit met 16 passagiers terwijl het vliegtuig enkel een vergunning had voor vrachtvluchten. Het vliegtuig was ook 311 kilogram te zwaar beladen. Alle 16 passagiers en de drie bemanningsleden kwamen om.